# 变化
本文介绍关于变化的通常含义。
变化，改变和流动的性质，作为一个概念有着交错的历史。在古希腊哲学中，赫拉克利特把变化视为无所不在无所不包的，巴门尼德则基本上否定了变化的存在。
即使意在進行改變，毫無意外且也很難避免:28。